# Lam Ilie Ganto
Lam Ilie Ganto is een bestuurslaag in het regentschap Aceh Besar van de provincie Atjeh, Indonesië. Lam Ilie Ganto telt 290 inwoners (volkstelling 2010).